# Bjurfors norra dämningsområde
Bjurfors norra dämningsområde är en sjö i Vindelns kommun i Västerbotten och ingår i Umeälvens huvudavrinningsområde. Sjön har en area på 1,49 kvadratkilometer och ligger 162,6 meter över havet. Sjön avvattnas av vattendraget Umeälven.

## Delavrinningsområde
Bjurfors norra dämningsområde ingår i det delavrinningsområde (711754-168257) som SMHI kallar för Utloppet av Bjurfors N Dämningsomr. Medelhöjden är 163 meter över havet och ytan är 1,49 kvadratkilometer. Räknas de 1043 avrinningsområdena uppströms in blir den ackumulerade arean 12 989,13 kvadratkilometer. Avrinningsområdets utflöde Umeälven mynnar i havet. Avrinningsområdet har 1,3 kvadratkilometer vattenytor vilket ger det en sjöprocent på 87,5 procent.